# Роч, Кристиан
Кристиан Роч Маури (кат. Cristian Roig Mauri; 23 августа 1977) — андоррский футболист, полузащитник.
Играл за «Принсипат». С 2000 года играл за клуб «Сан-Жулиа», вместе с командой играл в еврокубках. В 1998 году сыграл один матч за национальную сборную Андорры.

## Достижения
- Чемпион Андорры (1): 2004/05
- Серебряный призёр чемпионата Андорры (5): 2000/01, 2001/02, 2003/04, 2005/06, 2007/08
- Бронзовый призёр чемпионата Андорры (2): 2002/03, 2006/07
- Обладатель Кубка Андорры (1): 2008
- Финалист Кубка Андорры (5): 2001, 2003, 2004, 2005, 2007
- Обладатель Суперкубка Андорры (1): 2004